# Cathédrale Saint-Grégoire-de-Nysse de Trébizonde

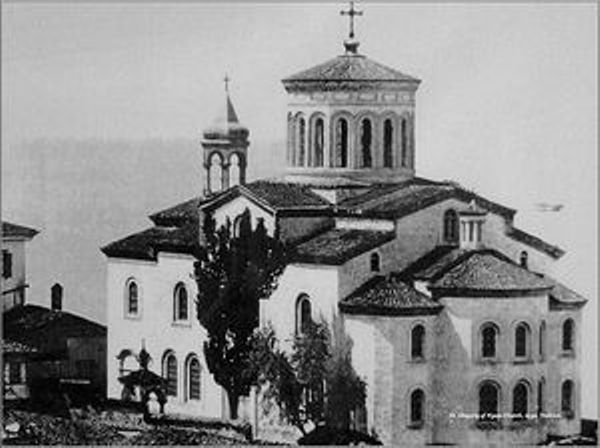
Église Saint-Grégoire-de-Nysse, Trébizonde, vers 1900.

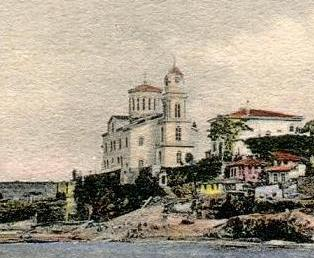
La cathédrale, avec son dôme et son clocher, vue de la mer.

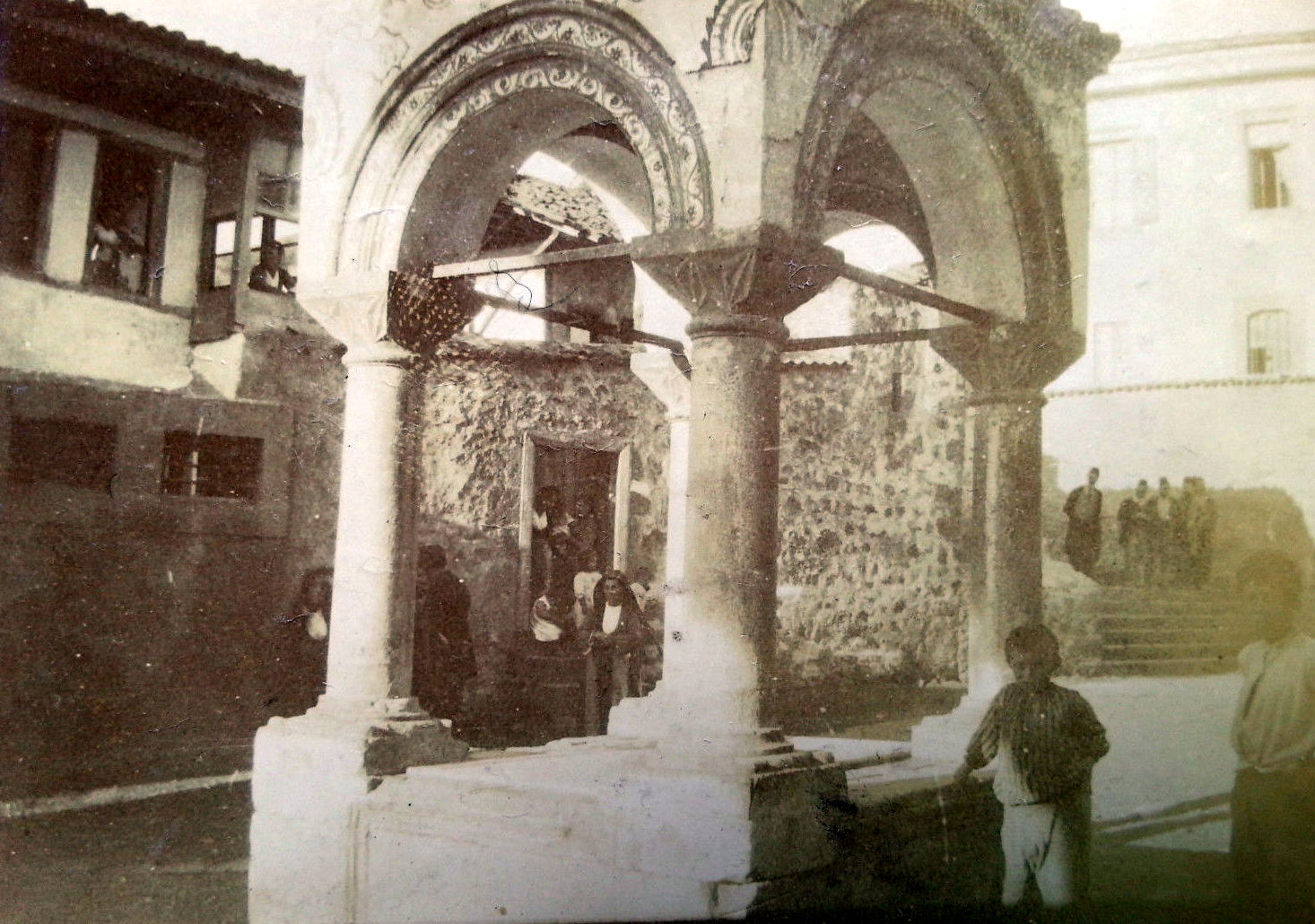
Tombeau de Salomon II d'Iméréthie, en 1894.

La cathédrale Saint-Grégoire-de-Nysse est une église orthodoxe grecque disparue de Trébizonde (aujourd'hui Trabzon), sur la côte turque de la mer Noire. L'église et son monastère ont existé de 1280 à 1930. À proximité se trouvait le Phrontistérion, une école réputée.

## Histoire, description
L'église et le monastère ont été construits entre 1280 et 1297 sur ordre d'Eudoxie Paléologue, épouse de Jean II, empereur de Trébizonde, et dédiés au saint évêque et docteur de l'Église Grégoire de Nysse (environ 330–395). Nysse (aujourd'hui Nevşehir) est une ville située en Cappadoce.
Après la conversion de l'église Saint-Philippe, qui servait auparavant d'église épiscopale, en une mosquée (mosquée Kudrettin) en 1665, Saint-Grégoire devint la cathédrale de la ville de Trébizonde. Un voyageur géorgien nommé Timothée Gabashvili a visité l'église à la fin des années 1750 et consigné cet événement dans ses écrits.
En 1863, le métropolite Constance de Trébizonde reconstruisit l'église avec trois absides, un clocher et un dôme à tambour octogonal à 16 baies, sur les murs de fondation du complexe monastique médiéval. Après les persécutions des Grecs dans l'Empire ottoman en 1914-1923 et l'évacuation des Grecs pontiques en 1923, l'église fut détruite en 1930. Le club de la ville a été construit sur le site de l'ancienne église.

## Sources
1. ↑  (en) « Buildings of the Byzantine Period », sur kultur.gov.tr, Ministère turc de la Culture (version du 4 mars 2016 sur Internet Archive).
2. ↑  (en) Mzia Ebanoidze et John Wilkinson, Pilgrimage : Timothy Gabashvili's Travels to Mount Athos, Constantinople and Jerusalem, 1755-1759, Taylor & Francis, 19 novembre 2013, 224 p. (ISBN 978-1-136-83593-3, lire en ligne), p. 70.
3. ↑  Bryer et Winfield 1985, p. 226–228.

## Liens
- Église Saint-Grégoire-de-Nysse, Trébizonde (photographies)
- Saint Gregory of Nyssa Church, Trebizond